# Liste der Nummer-eins-Hits in der Schweiz (1968)
Dies ist eine Liste der Nummer-eins-Hits in der Schweiz im Jahr 1968. Sie basiert auf den Top 10 Singles der offiziellen Schweizer Hitparade. Es gab in diesem Jahr zwölf Nummer-eins-Singles.

## Singles
| | Liste der Nummer-eins-Hits in der Schweiz | Liste der Nummer-eins-Hits in der Schweiz | Liste der Nummer-eins-Hits in der Schweiz                                     | 1969 →                    |
| \| Zeitraum \| Wo. ges. \| Interpret \| Titel Autor(en) \| Zusätzliche Informationen \| \| (Zeitraum, Wochen auf Platz eins, Interpret, Titel, Autor[en], zusätzliche Informationen) \| \| \| \| \| \| ----------------------------------------------------------------------------------------- \| -------- \| ---------------------------- \| ----------------------------------------------------------------------------- \| ------------------------- \| \| 2. Januar 1968 – 5. Februar 1968 5 Wochen \| 5 \| Roland W. \| Monja Musik: Gerhard Jäger; Text: Fred Kersten \| – \| \| 6. Februar 1968 – 11. März 1968 5 Wochen \| 5 \| John Fred & His Playboy Band \| Judy in Disguise (With Glasses) John Fred, Andrew Bernard \| – \| \| 12. März 1968 – 25. März 1968 2 Wochen \| 2 \| Bee Gees \| Words Robin Hugh Gibb, Barry Alan Gibb, Maurice Ernest Gibb \| – \| \| 26. März 1968 – 22. April 1968 4 Wochen \| 4 \| The Beatles \| Lady Madonna John Winston Lennon, Paul James McCartney \| – \| \| 23. April 1968 – 17. Juni 1968 8 Wochen \| 8 \| Tom Jones \| Delilah John Barry Mason, Leslie David Reed \| – \| \| 18. Juni 1968 – 29. Juli 1968 6 Wochen \| 6 \| Engelbert Humperdinck \| A Man Without Love Musik: Roberto Livraghi, Daniele Pace; Text: Mario Panzeri \| – \| \| 30. Juli 1968 – 9. September 1968 6 Wochen \| 6 \| Les Sauterelles \| Heavenly Club Musik: Rolf Antener; Text: Toni Vescoli \| – \| \| 10. September 1968 – 21. Oktober 1968 6 Wochen \| 6 \| The Beatles \| Hey Jude John Winston Lennon, Paul James McCartney \| – \| \| 22. Oktober 1968 – 2. Dezember 1968 6 Wochen \| 6 \| Mary Hopkin \| Those Were the Days Gene Raskin \| – \| \| 3. Dezember 1968 – 9. Dezember 1968 1 Woche \| 1 \| Joe Cocker \| With a Little Help from My Friends John Winston Lennon, Paul James McCartney \| – \| \| 10. Dezember 1968 – 16. Dezember 1968 1 Woche \| 1 \| The Tremeloes \| My Little Lady Musik: Mario Panzeri, Lorenzo Pilat; Text: Daniele Pace \| – \| \| 17. Dezember 1968 – 27. Januar 1969 6 Wochen \| 6 \| Barry Ryan \| Eloise Paul Ryan \| – \| |                                           |                                           |                                                                               |                           |
| |                                           |                                           |                                                                               | → 1969 →                  |
| Zeitraum | Wo. ges.                                  | Interpret                                 | Titel Autor(en)                                                               | Zusätzliche Informationen |
| (Zeitraum, Wochen auf Platz eins, Interpret, Titel, Autor[en], zusätzliche Informationen) |                                           |                                           |                                                                               |                           |
| 2. Januar 1968 – 5. Februar 1968 5 Wochen | 5                                         | Roland W.                                 | Monja Musik: Gerhard Jäger; Text: Fred Kersten                                | –                         |
| 6. Februar 1968 – 11. März 1968 5 Wochen | 5                                         | John Fred & His Playboy Band              | Judy in Disguise (With Glasses) John Fred, Andrew Bernard                     | –                         |
| 12. März 1968 – 25. März 1968 2 Wochen | 2                                         | Bee Gees                                  | Words Robin Hugh Gibb, Barry Alan Gibb, Maurice Ernest Gibb                   | –                         |
| 26. März 1968 – 22. April 1968 4 Wochen | 4                                         | The Beatles                               | Lady Madonna John Winston Lennon, Paul James McCartney                        | –                         |
| 23. April 1968 – 17. Juni 1968 8 Wochen | 8                                         | Tom Jones                                 | Delilah John Barry Mason, Leslie David Reed                                   | –                         |
| 18. Juni 1968 – 29. Juli 1968 6 Wochen | 6                                         | Engelbert Humperdinck                     | A Man Without Love Musik: Roberto Livraghi, Daniele Pace; Text: Mario Panzeri | –                         |
| 30. Juli 1968 – 9. September 1968 6 Wochen | 6                                         | Les Sauterelles                           | Heavenly Club Musik: Rolf Antener; Text: Toni Vescoli                         | –                         |
| 10. September 1968 – 21. Oktober 1968 6 Wochen | 6                                         | The Beatles                               | Hey Jude John Winston Lennon, Paul James McCartney                            | –                         |
| 22. Oktober 1968 – 2. Dezember 1968 6 Wochen | 6                                         | Mary Hopkin                               | Those Were the Days Gene Raskin                                               | –                         |
| 3. Dezember 1968 – 9. Dezember 1968 1 Woche | 1                                         | Joe Cocker                                | With a Little Help from My Friends John Winston Lennon, Paul James McCartney  | –                         |
| 10. Dezember 1968 – 16. Dezember 1968 1 Woche | 1                                         | The Tremeloes                             | My Little Lady Musik: Mario Panzeri, Lorenzo Pilat; Text: Daniele Pace        | –                         |
| 17. Dezember 1968 – 27. Januar 1969 6 Wochen | 6                                         | Barry Ryan                                | Eloise Paul Ryan                                                              | –                         |

## Jahreshitparade
| | Liste der Nummer-eins-Hits in der Schweiz                                                           | Liste der Nummer-eins-Hits in der Schweiz | Liste der Nummer-eins-Hits in der Schweiz | 1969 →   |
| \| Position# \| Singles \| \| --------- \| --------------------------------------------------------------------------------------------------- \| \| 1 \| Monja Roland W. Musik: Gerhard Jäger; Text: Fred Kersten \| \| 2 \| Judy in Disguise (With Glasses) John Fred & His Playboy Band John Fred, Andrew Bernard \| \| 3 \| Words Bee Gees Robin Hugh Gibb, Barry Alan Gibb, Maurice Ernest Gibb \| \| 4 \| Lady Madonna The Beatles John Winston Lennon, Paul James McCartney \| \| 5 \| Delilah Tom Jones John Barry Mason, Leslie David Reed \| \| 6 \| A Man Without Love Engelbert Humperdinck Musik: Roberto Livraghi, Daniele Pace; Text: Mario Panzeri \| \| 7 \| Heavenly Club Les Sauterelles Musik: Rolf Antener; Text: Toni Vescoli \| \| 8 \| Hey Jude The Beatles John Winston Lennon, Paul James McCartney \| \| 9 \| Those Were the Days Mary Hopkin Gene Raskin \| \| 10 \| With a Little Help from My Friends Joe Cocker John Winston Lennon, Paul James McCartney \| | |                                           |                                           |          |
| | |                                           |                                           | → 1969 → |
| Position# | Singles                                                                                             |                                           |                                           |          |
| 1 | Monja Roland W. Musik: Gerhard Jäger; Text: Fred Kersten                                            |                                           |                                           |          |
| 2 | Judy in Disguise (With Glasses) John Fred & His Playboy Band John Fred, Andrew Bernard              |                                           |                                           |          |
| 3 | Words Bee Gees Robin Hugh Gibb, Barry Alan Gibb, Maurice Ernest Gibb                                |                                           |                                           |          |
| 4 | Lady Madonna The Beatles John Winston Lennon, Paul James McCartney                                  |                                           |                                           |          |
| 5 | Delilah Tom Jones John Barry Mason, Leslie David Reed                                               |                                           |                                           |          |
| 6 | A Man Without Love Engelbert Humperdinck Musik: Roberto Livraghi, Daniele Pace; Text: Mario Panzeri |                                           |                                           |          |
| 7 | Heavenly Club Les Sauterelles Musik: Rolf Antener; Text: Toni Vescoli                               |                                           |                                           |          |
| 8 | Hey Jude The Beatles John Winston Lennon, Paul James McCartney                                      |                                           |                                           |          |
| 9 | Those Were the Days Mary Hopkin Gene Raskin                                                         |                                           |                                           |          |
| 10 | With a Little Help from My Friends Joe Cocker John Winston Lennon, Paul James McCartney             |                                           |                                           |          |